# Quentin Richardson
Quentin Richardson, född 13 april 1980, är en amerikansk basketspelare som spelar för New York Knicks i NBA. Han har också medverkat som skådespelare i flera filmer.

## Basketkarriär
Den professionella karriären började då han blev draftad av Los Angeles Clippers år 2000.

## Filmkarriär
Richardson har medverkat i flera filmer. Bland annat har han spelat sig själv i filmen Van Wilder (2002).